# La Tijera
La Tijera es una localidad del estado mexicano de Jalisco. Es parte del municipio de Tlajomulco de Zúñiga.

## Demografía
| Censo | Población |
| ----- | --------- |
| 2000  | 5 408     |
| 2010  | 12 425    |
| 2020  | 16 176    |